# Landgericht Geisenfeld
Das Landgericht Geisenfeld war ein von 1862 bis 1879 bestehendes bayerisches Landgericht älterer Ordnung mit Sitz in Geisenfeld im heutigen Landkreis Pfaffenhofen an der Ilm. Die Landgerichte waren im Königreich Bayern Gerichts- und Verwaltungsbehörden, die 1862 in administrativer Hinsicht von den Bezirksämtern und 1879 in juristischer Hinsicht von den Amtsgerichten abgelöst wurden.

## Geschichte
Im Jahr 1862 wurde im Verlauf der Verwaltungsneugliederung Bayerns das Landgericht Geisenfeld errichtet. Dieses kam zu Oberbayern.
Infolge der am 1. Juli 1862 verfügten Trennung von Justiz und Verwaltung in den rechtsrheinischen Landesteilen des Königreichs Bayern wurden dem neu gebildeten Landgericht Geisenfeld folgende Orte zugeteilt:
- 27[2] Gemeinden des bisherigen Landgerichts Pfaffenhofen, nämlich Burgstall, Fahlenbach, Gaden bei Geisenfeld, Gambach, Gebrontshausen, Geisenfeld, Geisenfeldwinden, Gosseltshausen, Gotteshofen[2], Haushausen, Hög, Königsfeld, Langenbruck, Niederlauterbach, Nötting, Oberlauterbach, Parleiten, Pörnbach, Puch, Raitbach, Rohrbach, Rottenegg, Untermettenbach, Unterpindhart, Winden am Aign, Wolnzach und Zell sowie
- 12 Gemeinden des bisherigen Landgerichts Ingolstadt, nämlich Engelbrechtsmünster, Ernsgaden, Gaden bei Pförring, Hartacker, Ilmendorf, Irsching, Münchsmünster, Rockolding, Schillwitzried, Vohburg an der Donau, Westenhausen und Wöhr.[3]